# Nannocharax reidi
Nannocharax reidi és una espècie de peix de la família dels citarínids i de l'ordre dels caraciformes.

## Morfologia
- Els mascles poden assolir 6,3 cm de longitud total.
- Nombre de vèrtebres: 36-38.[4]

## Hàbitat
És un peix d'aigua dolça i de clima tropical.

## Distribució geogràfica
Es troba a Àfrica: conca del riu Cross al Camerun.